# Oreocyba elgonensis
Oreocyba elgonensis är en spindelart som först beskrevs av Fage 1936.  Oreocyba elgonensis ingår i släktet Oreocyba och familjen täckvävarspindlar. Inga underarter finns listade i Catalogue of Life.